# Transit 1A
Transit 1A – nawigacyjny satelita Marynarki Wojennej Stanów Zjednoczonych. Była to pierwsza próba wystrzelenia statku tego typu. Rozpoczęła ona projektowanie budowy systemu nawigacji wojskowej na potrzeby Marynarki Wojennej o nazwie Transit. System taki uruchomiono w 1964. Misja Transita 1A zakończyła się jednak niepowodzeniem – statek nie osiągnął orbity z powodu awarii 3. stopnia rakiety nośnej. Możliwe, że wraz z Transitem 1A zostały wyniesione również inne statki, jednak pozostaje to tajemnicą wojskową. Sygnały odebrane z satelity podczas lotu suborbitalnego przydały się do sprawdzenia koncepcji systemu.